# Aknīste
Aknīste (en alemany: Oknist) és un poble de Letònia situat al municipi d'Aknīste. Està situada a la històrica regió de Selònia, a prop de la frontera amb Lituània i a 135 km de la capital Riga.

## Història
La primera referència històrica del nom d'Aknīste data del 1298. La població va formar part de Lituània durant alguns segles (començant al segle xvii) però a començaments del segle XX Lituània va intercanviar Aknīste per Palanga.
El 18 de juliol de 1941 va tenir lloc a la població una matança de residents jueus durant l'ocupació nazi als països bàltics.